# 3,7 cm KwK 36
KwK 36 (нім. 3,7 cm Kampfwagenkanone 36 L/45) — 37-мм танкова гармата розробки та виробництва німецької компанії Rheinmetall AG, яку використовували у танкових та моторизованих військах вермахту у перші роки Другої світової війни. Вона була основним озброєнням середнього танка Panzer III модифікацій Ausf A, B, C, D, E, F, G та низки бронеавтомобілів різного типу й призначення.

## Застосування
37-мм танкова гармата KwK 36 була модифікацією 37-мм протитанкової гармати Pak 35/36, пристосованої для стрільби з танка. KwK36 ставили на ранні модифікації Pz.Kpfw. III починаючи з Ausf.A закінчуючи деякими танками Ausf.F. Починаючи від серії Ausf.F на Pz.Kpfw. III почали встановлювати 50-мм танкові гармати KwK 38.
- Leichttraktor
- Neubaufahrzeug (Nb.Fz.)
- Sd.Kfz. 141 Panzerkampfwagen III Ausf A, B, C, D, E
- Sd.Kfz. 141 Panzerkampfwagen III Ausf. F (останні 100 одиниць Ausf. F оснащувалися 50-мм KwK 38 L/42)
- Sd.Kfz. 141 Panzerkampfwagen III Ausf. G (перші 50 Ausf. G)

## Боєприпаси

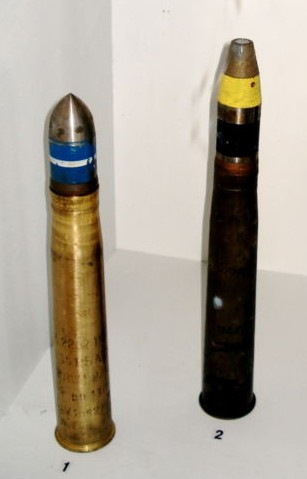
37-мм боєприпаси до танкової гармати KwK 36: 1. PzGr. 40, 2. PzGr. 39

37-мм танкова гармата KwK 36 використовувала для стрільби боєприпаси 37 x 249 mm R. Середні показники пробиття прокатної однорідної броньової пластини, нахиленої під кутом 30 ° від вертикалі.
PzGr.18 (бронебійний снаряд)
- Вага снаряда: 0,658 кг
- Дульна швидкість: 745 м/с

| 100 м | 500 м | 1000 м | 1500 м | 2000 м |
| 38 мм | 29 мм | 22 мм  | 14 мм  | 9 мм   |

PzGr.40 (бронебійний, композитний, підвищеної міцності)
- Вага снаряда: 0,368 кг
- Дульна швидкість: 1020 м/с

| 100 м | 500 м | 1000 м | 1500 м | 2000 м |
| 60 мм | 36 мм | 20 мм  | 11 мм  | 6 мм   |

PzGr.39 — бронебійний снаряд
Sprgr.Patr.34 — підвищеної потужності

## Зброя схожа за використанням, ТТХ та часом застосування
- 37-мм танкова гармата зразка 1930 року (5-К)
- 37-мм протитанкова гармата Бофорс
- 37-мм танкова гармата KPÚV vz. 34
- 37-мм танкова гармата ÚV vz. 38